# Mariusz Szymczak
Mariusz Krystian Szymczak – polski inżynier, profesor nauk rolniczych.

## Życiorys
W 2004 ukończył studia technologii żywności i żywienia człowieka w Akademii Rolniczej w Szczecinie, w 2008 obronił pracę doktorską pt. Wpływ podstawowych czynników technologicznych na proces marynowania śledzia, której promotorem był prof. Edward Kołakowski, w 2017 habilitował się na podstawie pracy zatytułowanej Występowanie endopeptydaz aspartylowych w kąpieli po marynowaniu śledzi. W 2024 uzyskał tytuł profesora nauk rolniczych w dyscyplinie żywności i żywienia.
Pracuje w Zachodniopomorskim Uniwersytecie Technologicznym w Szczecinie, oraz należy do Rady Dyscypliny Naukowej o nazwie Technologia Żywności i Żywienia ZUT.